# Svenska spellagen

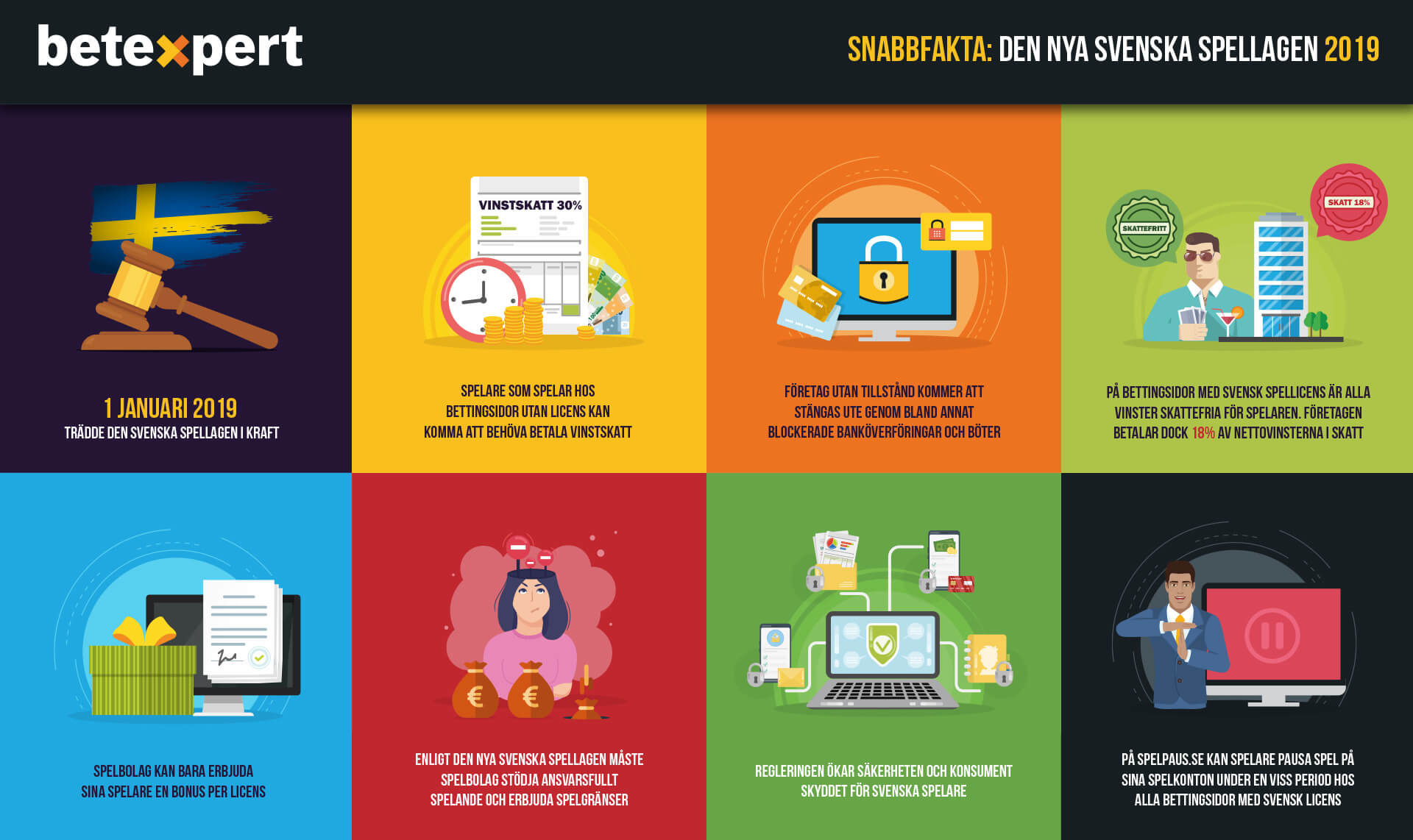
En infograf om hur den svenska spellagen 2019 påverkar svenska spelare.

Svenska spellagen "2018:1138" reglerar från januari 2019 spelmarknaden i Sverige .

## Bakgrund
Det finns många olika typer av spel om pengar i Sverige. Tidigare har den svenska spelmarknaden varit oreglerad, vilket inneburit att utländska spelbolag har varit verksamma i Sverige genom licenser utfärdade i andra europeiska länder.

## Lagen
Från och med 1 januari 2019 behövs en officiell svensk spellicens från Spelinspektionen för bedriva lotteri, kasino, vadhållning, skraplotter eller nätkasino i Sverige. Lagen avser all typ om av spel om pengar och andra vinster med värde i pengar. Spellagen innebär även att spelbolag är välkomna till att drivas ifrån Sverige där en skatt på licenspliktigt spel tas ut på 22 procent. Undantaget kommer att vara spel för allmännyttiga ändamål som behålls skattefritt. År 2019 blev 116 svenska spellicenser utfärdade till olika spelbolag. I augusti 2021 finns det 98 speloperatörer med svensk spellicens och de får därav bedriva spel i Sverige.

### Licenser
Spellagen har sju olika licenser: Statligt spel, Spel för allmännyttiga ändamål, Kommersiellt onlinespel, Vadhållning, Landbaserat kommersiellt spel, Spel på fartyg i internationell trafik och Tillstånd för spelprogramvara.

### Spelkonton och registrering
Licensinnehavare måste registrera och fastställa identitet på den som vill delta i spel innan aktiviteten påbörjats. För varje registrering ska ett spelkonto öppnas där samtliga ekonomiska transaktioner registreras. Spelaren ska alltid ha tillgång till dennes spel och transaktionshistorik. Alla spelkonton måste verifieras med ID eller elektroniskt ID om spel sker på nätet.

### Ansvarsfullt spelande
Det är licensinnehavarens uppgift att skydda sina spelare mot problemspelande. De ska även hjälpa sina spelare minska spelandet när det finns anledning till det. Att erbjuda spelare kredit är inte tillåtet. Licensinnehavare ska följa sina spelares spelbeteende för att kunna jobba förebyggande mot spelberoende och problemspelande.
Möjligheten ska alltid ges till spelaren att blockera sitt konto, över en viss tidsfrist eller permanent. Via Spelpaus.se för spelmyndigheten register över spelare som aktivt valt detta och dessa personer kan inte delta i något spel om pengar varken på fysiska platser eller på nätet. Åldersgränsen kvarstår på 18 år för onlinespel samt 20 år för inträde på ett kasino.

### Bonus
Det är inte tillåtet för licensinnehavare att locka spelare till vidare spel med hjälp av bonusar. Den enda bonusen som får ges är vid det första speltillfället. Endast en bonus får ges ut per licensinnehavare till spelaren.

### Spelreklam
Endast företag med svensk spellicens har rätt till att visa reklam i svenska medier. Marknadsföring är även förbjuden att riktas till spelare som har stängt av sig via sidan "spelpaus.se" . Marknadsföringen kommer också minskas generellt och får ej riktas till personer under 18 år.